# Domènec de la Calzada
Domingo García, conegut com a Sant Domènec de la Calzada (Santo Domingo de la Calzada, que es traduiria com a Sant Domènec de la Calçada o del Camí) (Viloria de Rioja, província de Burgos, 1019 - Santo Domingo de la Calzada, La Rioja, 12 de maig de 1109), va ser un religiós castellà, un dels més grans impulsors del Camí de Sant Jaume. És venerat com a sant patró dels enginyers de camins, canals i ports; i dels enginyers tècnics d'obres públiques.

## Biografia
Fill d'un pagès anomenat Ximeno García i d'Orodulce, la seva esposa, va demanar d'ingressar a la mort dels seus pares als monestirs benedictins de Valvanera i San Millán de la Cogolla, però no va ser-hi acceptat. Va retirar-se com a eremita a uns boscos d'Ayuela, propers a l'actual ciutat de Santo Domingo de la Calzada. Hi fou fins al 1039, quan va començar a col·laborar amb Gregori, bisbe d'Òstia, arribat a Calahorra com a legat papal, i que estava lluitant contra una plaga de llagosta al territori. El bisbe l'ordenà sacerdot i junts van construir un pont de fusta sobre el riu Oja per tal de facilitar el pas dels pelegrins que anaven a Compostel·la.

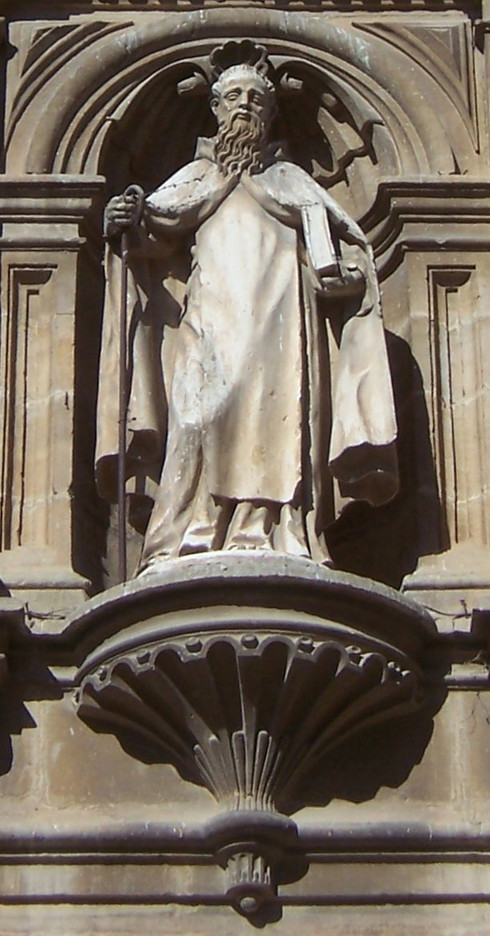
St. Domènec a la façana de la Catedral de Santo Domingo de la Calzada

Mort Gregori, Domènec va tornar cap a Ayuela i va començar la colonització del territori: va tallar-hi arbres, llaurà terres i començà la construcció d'una calçada de pedra que constituïa una variant de la via romana que comunicava Logronyo i Burgos, i que va esdevenir la ruta principal entre Nájera i Redecilla del Camino. Aquesta obra va donar-li el sobrenom "de la calçada" amb el qual seria conegut.
Continuà la millora de les condicions dels pelegrins substituint el pont de fusta que ja havia construït per un de pedra i edificant un hospital amb pou i església per a hostatjar-los. Actualment, al mateix lloc hi ha l'anomenada Casa del Santo, que és, encara, alberg de pelegrins.
Quan Alfons VI de Castella va conquerir la Rioja en 1076, va donar suport a les obres del sant—, ja que el camí contribuiria a la castellanització de la terra conquerida—fent-lo, a més, responsable de noves obres al llarg del Camí de Sant Jaume. Amb l'ajut del seu deixeble Juan de Ortega, havia iniciat la construcció d'un temple dedicat al Salvador i Santa Maria. Consagrat en 1106, el sant el va triar per a ésser-hi soterrat.
Aquest nucli de població, anomenat llavor Masburguete o Margubete, va esdevenir amb el temps la ciutat de Santo Domingo de la Calzada, on va morir el sant el 1109. L'església, on havia estat enterrat, va ser convertida en catedral en 1232.

## Llegendes del sant
Els pelegrins de Sant Jaume van atribuir al sant diversos miracles com ara guariments. En destaquen el d'un cavaller francès posseït pel diable que va ser alliberat davant la sepultura del sant, el d'un pelegrí alemany que, en visitar la tomba, va guarir d'una infecció ocular i el d'un normand cec que va recuperar la vista en visitar la catedral.
La llegenda més coneguda, però és l'anomenat miracle del gall i la gallina. Compta que al segle xiv, un jove d'uns divuit anys pelegrinava a Sant Jaume des d'Alemanya, juntament amb els seus pares. Hi ha fonts que en donen el nom, Hugonell. En arribar a Santo Domingo, s'hostatjaren a una fonda i una jove que hi treballava s'enamorà del jove, demanant-li amors, a la qual cosa es negà el jove. Ofesa, la noia va voler venjar-se'n amagant al sarró del jove una copa d'argent.
Descobert, el noi va ser acusat de robatori, trobat culpable i condemnat a morir a la forca. Els pares, que no pogueren fer-hi res, van pregar a Sant Jaume. En anar a veure el cos del seu fill penjat per a acomiadar-se'n, trobaren que el fill, viu, els parlava des de la forca i els deia que marxessin tranquils, que Sant Domènec el protegia i el mantenia viu, ja que era innocent.
Els pares van anar a comunicar la nova al batlle, que es disposava a sopar. En dir-ho, el batlle, que no els va creure, se'n burlà dient-los que "El vostre fill és tan viu com aquest gall i la gallina que ara em menjaré". En aquell moment, el gall i la gallina van saltar de la cassola i van començar a caminar i cantar. El batlle, llavors, va comprovar que el fill era viu, van adonar-se de l'error i van castigar la jove que l'havia acusat fraudulentament, mentre que el jove i els seus pares van continuar el pelegrinatge.
En honor d'aquest fet, a la Catedral de Santo Domingo de la Calzada, i des de fa segles, hi ha, davant la tomba del sant, un gran galliner, ornamentat amb decoració i reixes del segle xvi, on sempre hi ha un gall i una gallina vius (es van canviant cada mes), i la cura dels quals es va tornant entre els ciutadans que hi volen participar. Hi ha una butlla pontífica de 1350 que en parla de l'existència d'aquest galliner.

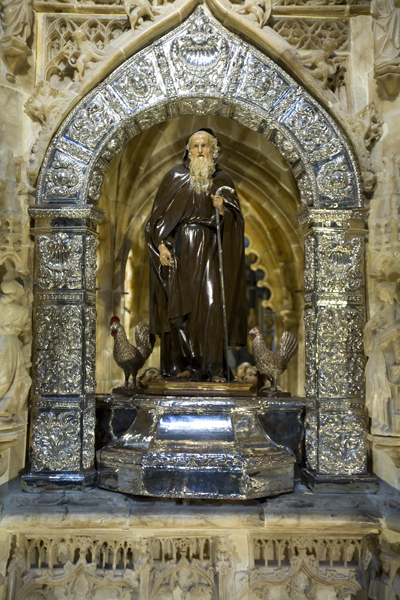
Escultura el sant, a la catedral de Santo Domingo de la Calzada
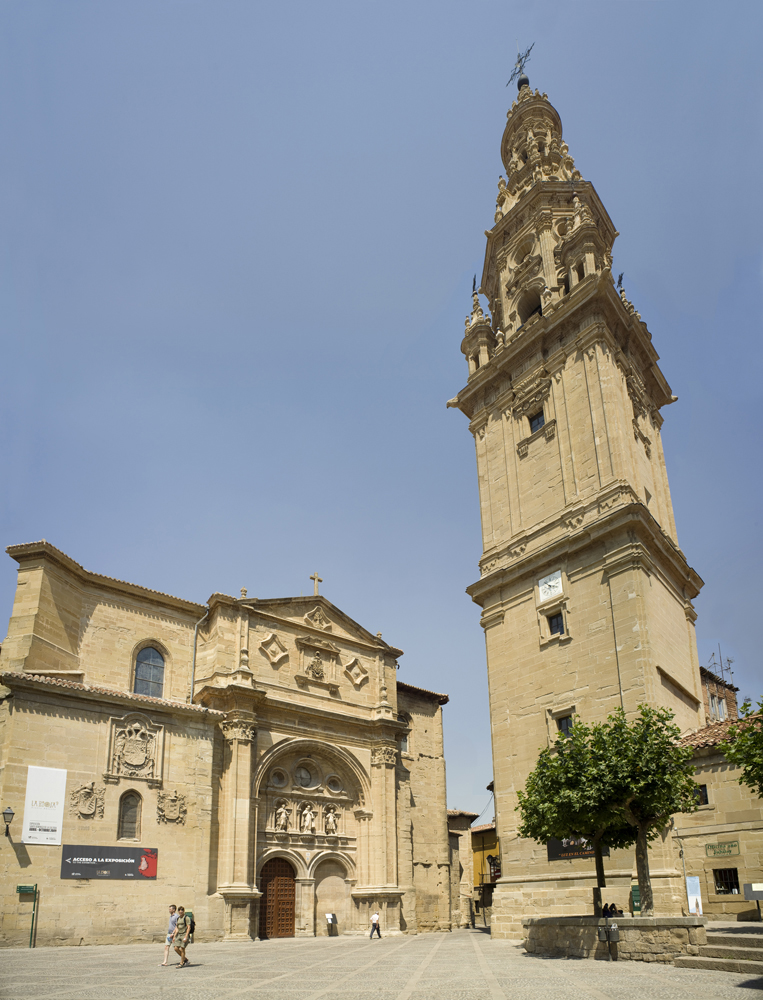
Façana de la Catedral de Santo Domingo de la Calzada, fundada pel sant i lloc on està enterrat
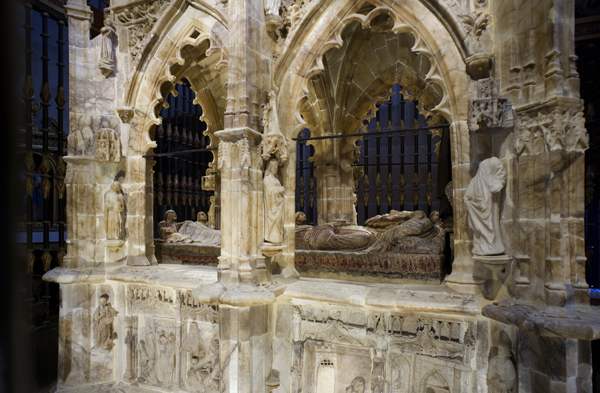
Sepulcre del sant a la catedral
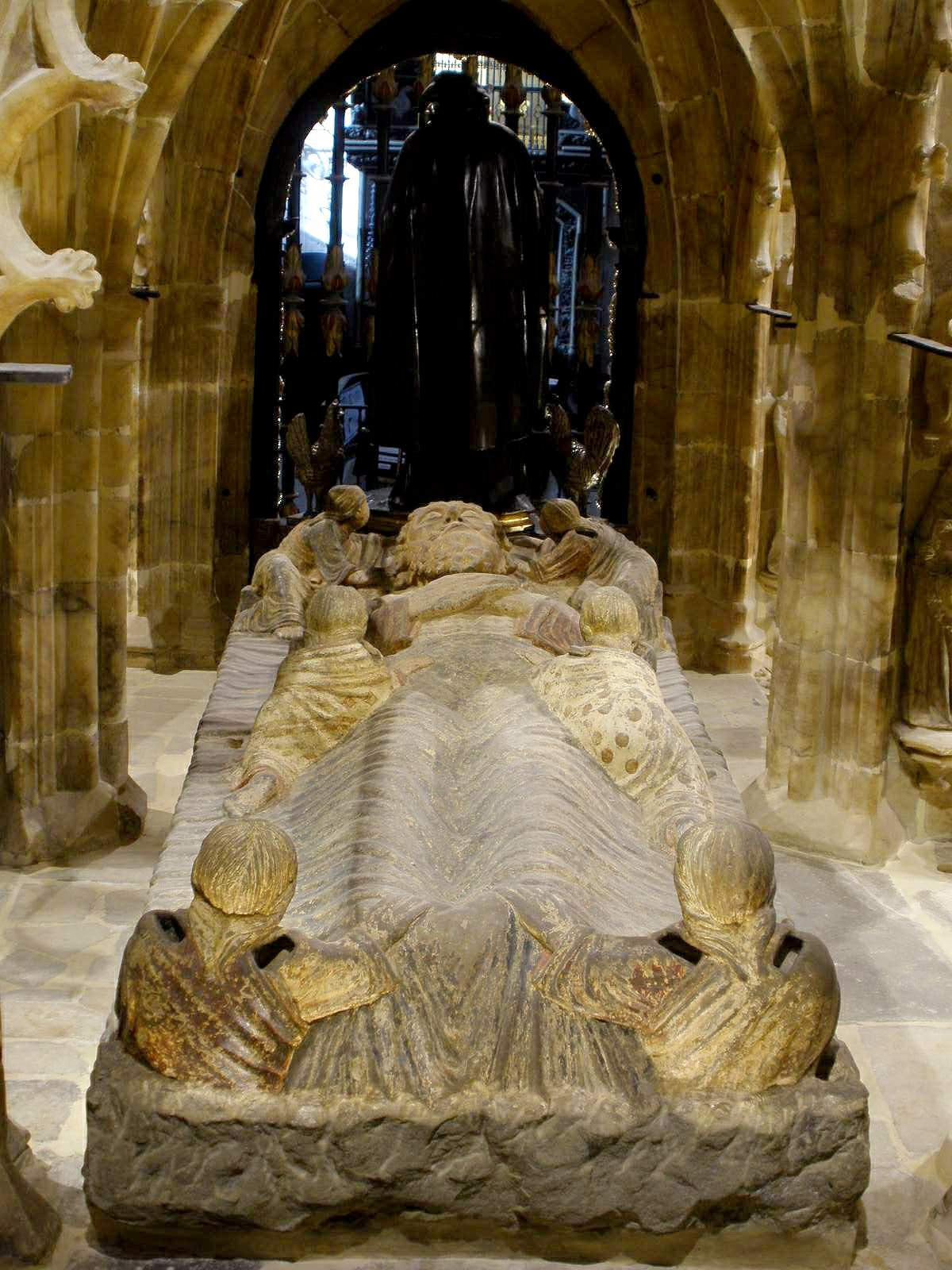
Escultura del sant al seu sepulcre
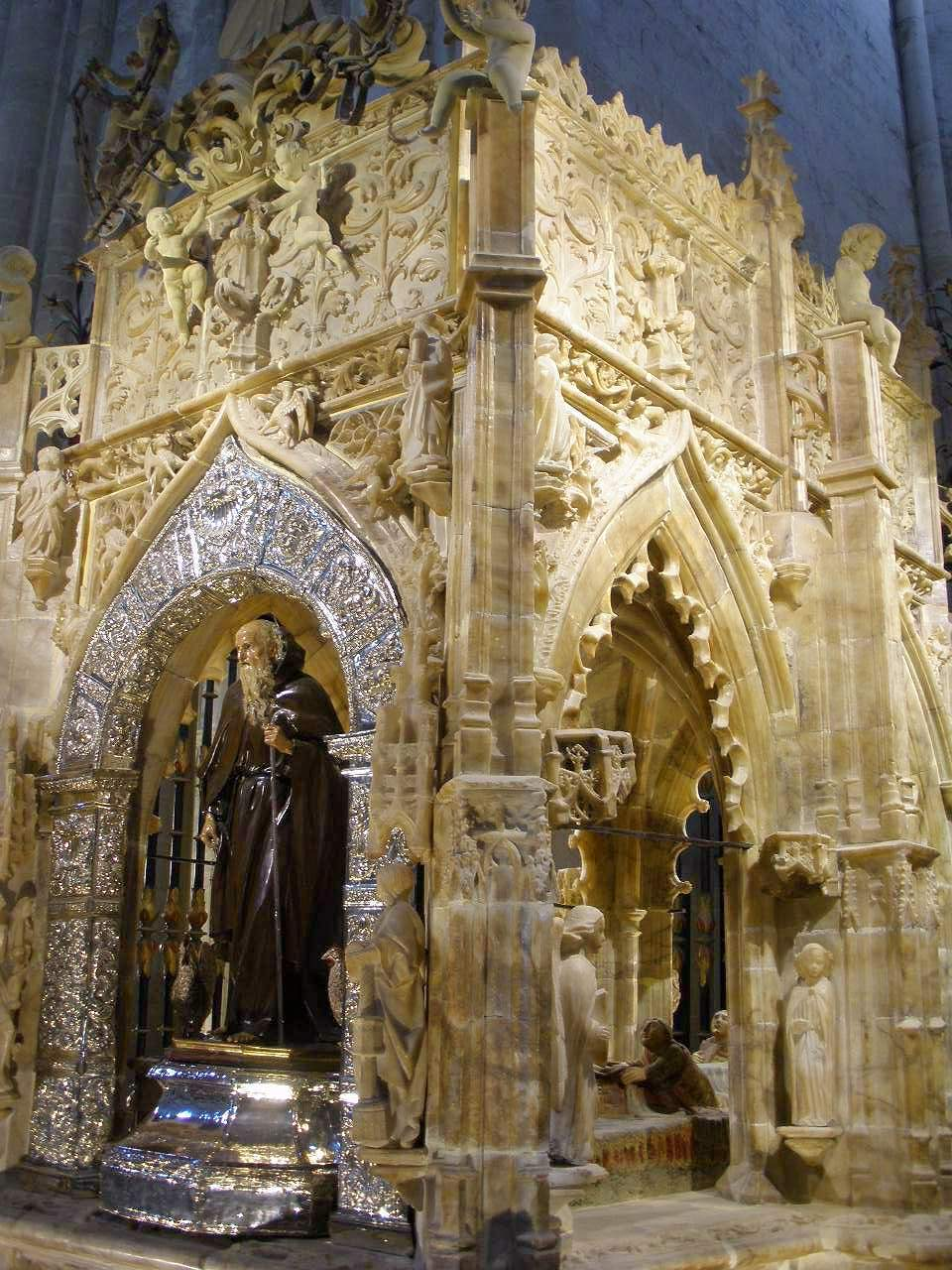
Templet gòtic sobre la cripta de la tomba del sant, amb talla del sant
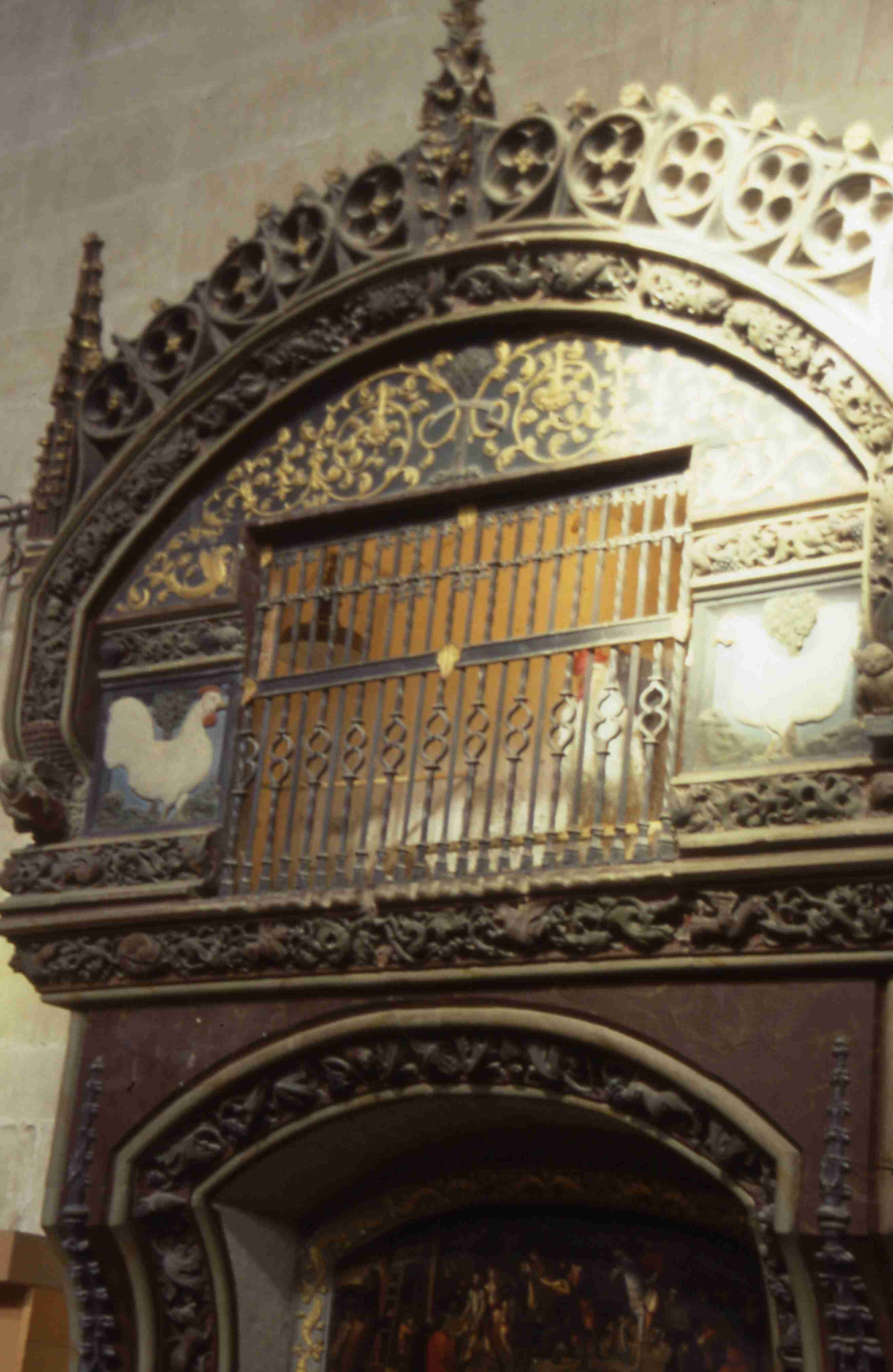
Galliner de la catedral, en record del miracle de S. Domènec